# Billy Molyneux
William Stanley „Billy“ Molyneux (* 10. Januar 1944 in Liverpool) ist ein ehemaliger englischer Fußballtorhüter, der für den FC Liverpool, Oldham Athletic und Wigan Athletic aktiv war.

## Karriere
Molyneux kam 1961 vom in der Liverpool Combination spielenden Amateurklub Earle FC zum FC Liverpool. Dort war er zunächst als Amateur registriert, ehe er im November 1963 einen Profivertrag unterzeichnete. Im Schatten von Tommy Lawrence musste der nur 1,75 Meter große Molyneux lange auf einen Einsatz in der First Division warten. Im April 1965 war er bei einem 3:1-Auswärtserfolg gegen die Wolverhampton Wanderers am letzten Spieltag der Saison 1964/65 neben Alan Hignett, Thomas Lowry und John Sealey einer von vier Debütanten, als ein Großteil der Stammmannschaft für das bevorstehende FA-Cup-Finale geschont wurde. Der Einsatz blieb, wie auch für seine drei Mitdebütanten, das einzige Pflichtspiel im Trikot des FC Liverpool.
1967 wechselte der sprunggewaltige Torhüter zu Oldham Athletic in die Third Division. Nachdem er im Sommer 1967 bei einer Reise nach Rhodesien in Kwekwe gegen Rio Tinto zum Einsatz gekommen war, musste er bis Oktober 1968 auf den Abgang von Stammtorhüter David Best warten, ehe er zu seinem Pflichtspieldebüt kam. Nach einer Serie von sechs Einsätzen verlor er den Platz im Tor an den von Sheffield United ausgeliehenen Torhüter Barry Gordine und verließ den Klub schließlich nach dem Abstieg in die Fourth Division Mitte 1969 wieder.
Seine Karriere setzte er im Anschluss im Non-League football fort, zunächst kurzzeitig in der Northern Premier League bei Wigan Athletic und anschließend beim FC Burscough.